# Friedrich Ludwig von Grumbkow
Friedrich Ludwig von Grumbkow (* 1683; † 1745) war ein königlich-polnischer und kurfürstlich-sächsischer Generalleutnant und Kommandant der Festung Sonnenstein.

## Leben und Wirken
Er stammte aus dem Adelsgeschlecht von Grumbkow und war der jüngste Sohn des kurfürstlich-brandenburgischen Ministers Joachim Ernst von Grumbkow. Nach dem Tod des Vaters heiratete seine Mutter den Minister und Diplomaten Franz von Meinders. Im Gegensatz zu anderen Familienmitgliedern schlug er eine Militärlaufbahn bei der Polnisch-Sächsischen Armee ein. 1734 wurde er Nachfolger des Obersts Hans Joachim von Schütz als Kommandant der Festung Sonnenstein bei Pirna. Am 20. März 1744 wurde er zum Generalleutnant befördert und so durfte er auch den Titel Exzellenz führen. Allerdings hatte er nicht viel davon, da er bereits im Folgejahr starb.